# Текбол
Текбол (угор. Teqball; Настільний футбол або Гра футбольним м'ячем у настільний теніс) — це ігоровий вид спорту з м'ячем, у який грають на вигнутому столі, поєднує в собі елементи футболу та настільного тенісу. Гравці б'ють по м'ячу будь-якою частиною тіла, крім рук. Можна грати між двома гравцями як одиночну гру, або між чотирма гравцями як парну гру. Гру на міжнародному рівні представляє Міжнародна федерація текболу (FITEQ). Гра привернула увагу багатьох футболістів світового класу, і після додавання до програм Азійських пляжних ігор 2021 року та Європейських ігор 2023 року представники цього виду спорту прагнуть додати його до олімпійської програми.
У серпні 2018 року найвищий керівний орган текболу (FITEQ) був офіційно визнаний Олімпійським комітетом Азії (OCA). У червні 2019 року його офіційно визнала Асоціація національних олімпійських комітетів Африки (ANOCA).
У листопаді 2020 року FITEQ отримала повне членство у Глобальній асоціації міжнародних спортивних федерацій (GAISF).
В Україні розвитком текболу займається Національна федерація текболу України (НФТУ).

## Історія
Текбол був винайдений у 2012 році в Угорщині трьома футбольними ентузіастами: колишнім професійним гравцем Габором Борсаньї, угорським бізнесменом Дьєрджем Гаттіаном та комп'ютерником Віктором Гузаром. Творча ідея виникла у Габора Боршаньі, який раніше грав у футбол на столі для настільного тенісу. Через горизонтальну конструкцію столу м'яч часто не відскакував до гравців, тому ця гра не приносила задоволення. Боршаньї вважав, що якщо б стіл зігнути, то аркова поверхня могла б допомогти м'ячу відскочити до ніг гравців. Після кількох років розроблення разом з Віктором Гузаром у 2014 році був виготовлений перший стіл для текболу.
Цей вид спорту був офіційно представлений у Будапешті, столиці Угорщини, 18 жовтня 2016 року колишнім бразильським футболістом Роналдіньо, одним із послів текболу.

## Правила
Правила гри викладені в наборі правил FITEQ.

### Резюме
- У текбол можна грати футбольним м'ячем, розмір п'ять є офіційним і рекомендованим.
- У текбол можуть грати двоє гравців (одиночна гра) або чотири гравці (парна гра).
- Матч з текболу складається з трьох сетів.
- Кожен сет розігрується, доки гравець / команда не набере 12 очок.
- Кожен гравець / команда має дві спроби виконати успішну подачу.
- Гравці / команди міняються подачами після кожних чотирьох очок.
- Заборонено торкатися м'яча однією і тією ж частиною тіла двічі поспіль
- Забороняється повертати м'яч противнику однією і тією ж частиною тіла двічі поспіль.
- Кожному гравцеві / команді дозволено повертати м'яч максимум трьома дотиками будь-якою частиною тіла, за винятком рук.
- У парному розряді команда має максимум три торкання, однак партнери по команді повинні хоча б один раз передати м'яч один одному.
- Під час гри не можна торкатися ні столу, ні суперника.

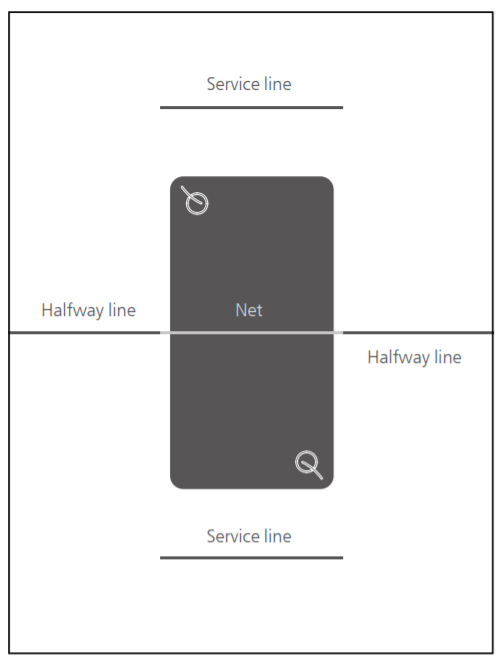
Текбольний майданчик зверху

### Ігровий майданчик
Офіційний розмір майданчика для змагань з текболу становить мінімум 12 метрів у ширину та мінімум 16 метрів у довжину, а також мінімум 7 метрів у висоту. Корт має бути прямокутним і позначеним обмеженнями з мінімальною висотою 500  мм і максимальною висотою 1 500  мм. Стіл для текболу знаходиться точно посередині корту, а сітка паралельна коротшим сторонам майданчика.

### Стіл для текболу
Вигнутий текбольний стіл (TEQ TM) має довжину 3 метри і шириною 1,5 метри з найвищою точкою 0,76 м посередині ігрової поверхні, де знаходиться сітка висотою 14 см і шириною 1,7 м, розділяючи поверхню на дві частини. Найнижчі два зовнішніх крах мають висоту 56,5 см від поверхні землі.

### М'яч
М'яч сферичний, повинен бути виготовлений зі шкіри або іншого відповідного матеріалу та мати латексну камеру з бутиловим клапаном. М'яч для текболу — це звичайний футбольний м'яч 5-го розміру, який має нижчий тиск (від 0,3 до 0,5 атмосфер), ніж у звичайного футбольного м'яча.

## Інтелектуальна власність
На відміну від обладнання для традиційних видів спорту, конструкція столу для текболу (TEQ TM) запатентована, тому тільки Teqball International або інші компанії з ліцензією від Teqball Holding SARL можуть право легально виробляти столи. Сама назва «TEQBALL» є торговою маркою, що дає право власнику торгової марки контролювати, хто може рекламувати події Teqball або іншим чином використовувати назву публічно. Винахідники текболу вважають ці юридичні обмеження важливими для їх вкладу та подальших зусиль з розвитку цього спорту.

## Змагання

### Чемпіонат світу з текболу
Чемпіонат світу з текболу є щорічним змаганням, організованим FITEQ. Чемпіонат світу з текболу включає змагання в одиночному та парному розрядах, у яких беруть участь чоловіки та жінки.
Перший Чемпіонат світу з текболу відбувся в Будапешті (Угорщина) у 2017 році, у якому взяли участь понад 20 країн. Ця ж подія у 2018 році проходила з 12 по 13 жовтня у Реймсі (Франція). У ній взяли участь 90 гравців.
Чемпіонат світу з текболу 2019 року проходив 6-8 грудня в Будапешті. Близько 160 спортсменів з 58 країн змагалися в одиночному, парному та змішаному парному розрядах.
FITEQ ухвалив рішення перенести Чемпіонат світу з текболу 2020 року через триваючу невизначеність і обмеження, пов'язані з пандемією COVID-19.
Чемпіонаті світу з текболу 2021 року, що з 7 по 14 грудня 2021 року проходив у польській Ґливиці став дебютним для представників України. Гравці Іван Гром та Анастасія Терех виграли в міксті у леванської пари Мохамед Хафес та Марія Чедид з рахунком 12:7, 12:6. Утім наступні три матчі вони програли.

### Африканські пляжні ігри
Текбол був включений до ігрових видів спорту перших Африканських пляжних ігори на острові Салі в Кабо-Верде, 14–23 липня 2019 року. Команда Камеруна стала переможцем, обігравши у фіналі Нігерію.

### Азійські пляжні ігри та азійські ігри з бойових мистецтв в приміщенні (AIMAG)
Як вид спорту, офіційно визнаний Олімпійською радою Азії (OCA), текбол було додано до програми Санья 2020, але Олімпійська рада Азії (OCA) відклала проведення Азійських пляжних ігор в Сан'ї, які мали відбутися з 2 по 10 квітня 2021 року, а також Азійські ігри з бойових мистецтв у закритих приміщеннях у Бангкоку та Чонбурі (AIMAG), які були заплановані на 21–30 травня 2021 року. Рішення були ухвалені Виконавчою радою OCA у світлі поточних проблем, пов'язаних з пандемією COVID-19.
OCA, Національний олімпійський комітет Таїланду та організаційний комітет AIMAG 2021 домовилися, що перший захід, у якому текбол буде демонстраційним видом спорту, відбувся з 10 по 20 березня 2022 року. OCA тоді зазначив, що продовжить свої консультації з національним олімпійським комітетом Китаю та оргкомітетом Азійських пляжних ігор Сан'я, щоб узгодити нову дату 6-х Азійських пляжних ігор, де текбол має дебютувати як ігровий вид спорту з визначенням переможців та нагородження їх медалями.

### Європейські ігри
Європейський олімпійський комітет (EOC) оголосив про підписання угоди з FITEQ, згідно з якою текбол вперше було включено до програми Європейських ігор у 2023 році.

## Світовий рейтинг
FITEQ має світовий рейтинг в одиночному, парному та змішаному парному розрядах, який базується на балах світового рейтингу, отриманих в офіційних змаганнях FITEQ. Крім того, FITEQ регулярно публікує оновлення свого світового рейтингу, який використовується для визначення розсіювання гравців на турніри. Світовий рейтинг оновлюється щомісяця. 
| Місце | Гравці          | Бали  |
| ----- | --------------- | ----- |
| 1.    | Адам Блажович   | 41977 |
| 2.    | Györgydeák Apor | 38693 |
| 3.    | Жульєн Гронден  | 26696 |
| 4.    | Анна Ізак       | 20719 |
| 5.    | Чаба Баньїк     | 15798 |
| 6.    | Адріан Душак    | 15660 |
| 7.    | Paulina Łeżak   | 11912 |
| 8.    | Богдан Мароєвич | 10380 |
| 9.    | Гюго Рабе       | 10358 |
| 10.   | Балаш Кац       | 10192 |

| Місце | Гравці          | Бали  |
| ----- | --------------- | ----- |
| 1.    | Чаба Баньїк     | 42575 |
| 2.    | Адам Блажович   | 42049 |
| 3.    | Нікола Мітро    | 40072 |
| 4.    | Сабольч Ільєш   | 38634 |
| 5.    | Богдан Мароєвич | 38632 |
| 6.    | Денніс Коррейя  | 38530 |
| 7.    | Apor Györgydeák | 37772 |
| 8.    | Лука Піліч      | 37477 |
| 9.    | Гюго Рабе       | 28877 |
| 10.   | Жульєн Гронден  | 28877 |

| Місце | Гравці                      | Бали  |
| ----- | --------------------------- | ----- |
| 1.    | Чаба Баньїк                 | 32018 |
| 1.    | Жанет Яничек                | 32018 |
| 3.    | Ваня Мораєс да Круз         | 17008 |
| 3.    | Леонардо Ліндосо де Алмейда | 17008 |
| 5.    | Нікола Мітро                | 15372 |
| 5.    | Майя Умичевич               | 15372 |
| 7.    | Apor Györgydeák             | 13944 |
| 8.    | Ваня Мораєс да Круз         | 12792 |
| 8.    | Леонардо Ліндосо де Алмейда | 8268  |
| 10.   | Міклош Тюнде                | 8268  |

## Нагороди
- Red Dot Design Award
  - 2015 — Teq Smart[31]
  - 2020 — Teq Lite[32]
- Премія ISPO 2015, 2016[33]
- IF Design Award 2018 — Teq Smart[34]
- Hungarian Design Award 2019 — Teq Smart[35]